# Чидзума
Чидзу́ма (англ. Chidzuma) — традиційна громада у складі дистрикту Касунгу Центрального регіону Малаві.
Населення — 20156 осіб (2018).